# Spitzschwanzammer

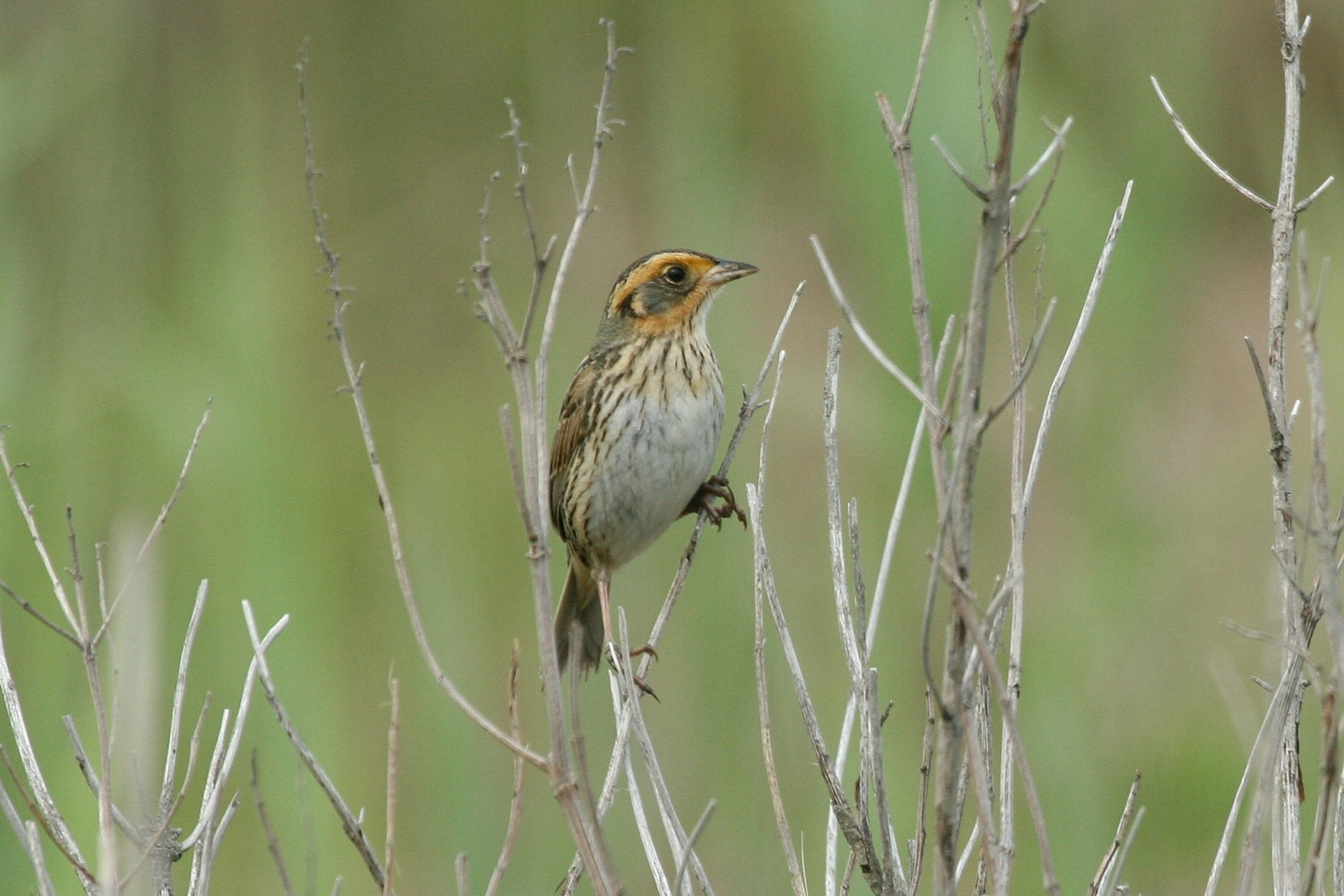
Spitzschwanzammer (Ammodramus caudacutus) in Hochstaudenskeletten

Die Spitzschwanzammer (Ammodramus caudacutus) ist eine der eher unauffällig gefärbten Neuweltammern Nordamerikas („Sparrows“) und kommt lediglich in den Salzwiesen der Atlantikküste vor. Sie wurde früher als konspezifisch mit der Nelsonammer (Ammodramus nelsoni) angesehen. Auch wenn im südlichen Maine und nördlichen Massachusetts Hybriden zwischen beiden Arten auftreten, legen molekulargenetische Untersuchungen den Artstatus sowie eine enge Verwandtschaft der vier Arten Nelsonammer, Spitzschwanzammer, Strandammer (Ammodramus maritimus) und Leconteammer (Ammodramus leconteii) – möglicherweise als Superspecies – nahe.

## Beschreibung
Die Spitzschwanzammer ist mit 11,5 bis 13,0 cm Körperlänge etwa so groß wie ein Stieglitz und wiegt etwa 15 bis 23 g. Die Art gehört zu den kleineren nordamerikanischen Ammernarten („Sparrows“) und trägt ihren Namen wegen der dornartig zugespitzten Steuerfedern. Der Schnabel ist oberseits dunkel hornfarben, nach unten hin heller. Die Iris ist braun. Beine und Füße sind fleischfarben. Ein Sexualdimorphismus besteht nicht.
Adulte Vögel weisen einen schmalen, oft kaum erkennbaren grauen Scheitelstreif und dunkelbraune Scheitelseitenstreifen auf. Der Überaugenstreif ist gelblichbeige bis gelborange wie auch der Bartstreif, der sich weiter über die Halsseiten sowie wieder hinauf bis zum Ende des Augenstreifs zieht und somit die graue Partie aus Zügel, Wangenstreif und Ohrdecken umfasst. Augenstreif und Kinnstreif sind schwärzlich. Ersterer beginnt erst hinter dem Auge und reicht bis hinter die Ohrdecken. Der Nacken ist wie die Wangenpartie grau. Kinn und Kehle sind wie auch die Unterseite weiß, die jedoch an der Brust, den Flanken und den Unterschwanzdecken beige getönt und dunkel gestrichelt ist. Der obere Rücken ist gräulich und mit weißen Stricheln durchsetzt, die jedoch in abgetragenem Gefieder kaum zur Geltung kommen. Unterer Rücken, Bürzel und Oberschwanzdecken sind braun mit beigen Säumen. Das Flügelgefieder ist weitgehend bräunlich mit schwärzlichen Federzentren. Die Kleinen Armdecken sind dabei eher olivgrau getönt, die Mittleren Armdecken braun mit beigen Spitzen, die Großen Armdecken und Schirmfedern beige bis weißlich und zur Basis hin zunehmend und breiter rötlichbraun gesäumt. Die Schwingen sind schmal rötlichbraun bis beige gesäumt. Die Steuerfedern sind beigebraun.
Das Jugendkleid ähnelt dem Adultkleid, ist aber stärker gelblich beige gefärbt mit ausgedehnterer, wenn auch feiner Strichelung auf der Unterseite.

## Stimme
Der unauffällige Gesang (Hörbeispiel) ähnelt dem der Nelsonammer, ist aber etwas weicher. Es handelt sich um eine leise Reihe aus gepressten, zischenden sowie etwas stärker akzentuierte Lauten und lässt sich etwa als ts-ts-ssssss-tsik oder si-lik tssss-s-s-s-s beschreiben. Rufe sind ein sehr hohes, scharfes schick oder eine wiederholte Reihe von zick-, tschack oder tschipp-Lauten.

## Geografische Variation
Es werden zwei Unterarten anerkannt, von denen die Nominatform nördlicher verbreitet ist, die südliche Unterart A. c. diversus kleinschnäbeliger und oberseits etwas dunkler ist.
- A. c. caudacutus (J. F. Gmelin, 1788) – südliches Maine bis New Jersey
- A. c. diversus Bishop, 1901 – von New Jersey bis zur Delmarva-Halbinsel

## Verbreitung
Die Verbreitung der Spitzschwanzammer beschränkt sich auf die nordamerikanische Atlantikküste im Bereich der warmgemäßigten und der subtropischen Zone. Sie reicht vom südlichen Maine bis zur Delmarva-Halbinsel.
Da früher Spitzschwanz- und Nelsonammer als eine Art (engl. „Sharp-tailed Sparrow“) angesehen wurden und in der Literatur früher nicht zwischen „Saltmarsh Sharp-tailed Sparrow“ und „Nelson’s Sharp-tailed Sparrow“ unterschieden wurde, ist die genaue Grenze der nördlichen Verbreitung derzeit noch unklar.

## Wanderungen
Die Spitzschwanzammer ist ein Zugvogel, dessen Überwinterungsquartiere südlich an die Brutgebiete angrenzen und bis Florida reichen. Der Herbstzug findet zwischen September und Ende November statt und erreicht im Oktober seinen Höhepunkt, der Frühjahrszug erfolgt zwischen Ende April und Anfang Mai. Die Art verbleibt dabei im Bereich der Atlantikküste, wurde aber vereinzelt auch im Binnenland festgestellt. Vereinzelt überwintert sie auch in den Brutgebieten.

## Lebensraum
Die Spitzschwanzammer besiedelt Salz- und Feuchtwiesen mit dichten Beständen aus Schlickgräsern (insbesondere Spartina alterniflora, aber auch Spartina patens), Bodden-Binsen oder Dreizacken. Bisweilen kommt sie auch an Grabenrändern oder Teichufern vor. Sie ist ganz überwiegend im Litoral der Atlantikküste und nur äußerst selten weiter im Binnenland zu finden.

## Ernährung
Über das Nahrungsspektrum der Art liegen nur wenig Informationen vor. Vermutlich ernährt sie sich von kleinen Wirbellosen und Sämereien. Die Nahrung wird am Boden oder in der untersten Vegetationsschicht gesucht.

## Fortpflanzung
Die Spitzschwanzammer ist promiskuitiv und nicht territorial. Eine wirkliche Paarbindung besteht offenbar nicht. Möglicherweise bildet sie Kolonien mit geringem Zusammenhalt. Die Brutzeit liegt zwischen Mitte Mai und August. Es gibt zwei Hauptphasen der Eiablage. Die eine findet zwischen Ende Mai und Anfang Juni, die andere zwischen Mitte und Ende Juni statt. Möglicherweise handelt es sich um zwei Jahresbruten.
Das Nest wird bald nach Ankunft in den Brutquartieren verfertigt. Es handelt sich um einen lockeren, umfangreichen Napf aus Gräsern und anderen Pflanzenteilen, der mit feinerem Material ausgekleidet wird. Es steht direkt am Boden oder bei Staunässe 10 cm hängend über der Wasseroberfläche. Meist findet es sich an Standorten, an denen sich eine Überdachung oder ein Tunnel aus trockenen Gräsern oder Seggen des Vorjahrs gebildet hat.
Das Gelege besteht meist aus drei bis fünf, seltener aus zwei oder bis zu sechs Eiern, die auf grünlichem oder bläulichem Grund rötlichbraun gesprenkelt sind und vom Weibchen etwa 12 Tage lang bebrütet werden. Erstgelege fallen oft Springfluten zum Opfer, worauf dann Nachgelege getätigt werden. Die Jungenaufzucht obliegt dem Weibchen. Die Nestlingszeit dauert zwischen acht und elf Tagen.

## Bestand
Die Spitzschwanzammer wird aufgrund ihrer eingeschränkten Verbreitung von der IUCN als gefährdet (“vulnerable”) angesehen und genießt in den USA höchste Schutzpriorität. Obwohl die Art in geeigneten Habitaten häufig ist, ist der Bestand aufgrund von Lebensraumzerstörung und zunehmender Fragmentierung rückläufig. Auf 20.000 km² Küste im Bereich des Verbreitungsgebiete entfallen wohl nur 2000 km² mit geeigneten Habitaten. Während der Bestand zu Anfang des Jahrtausends noch auf 250.000 Vögel geschätzt wurde, lassen neuere Erfassungen eher 50.000 bis 100.000 vermuten, wobei ein Bestand von 100.000 vermutlich zu optimistisch geschätzt ist. Neben der zunehmenden Nutzung und Zerstörung der Lebensräume stellen Umweltverschmutzung, die zunehmende Ausbreitung des in Nordamerika eingeführten Schilfrohrs (Phragmites australis) und der durch Klimaerwärmung steigende Meeresspiegel weitere Gefährdungen dar.